# Tablita de Machinea
La tablita de Machinea es un método de cálculo en forma de tabla ideada en 1999 por el entonces ministro de la economía de Argentina, José Luis Machinea para definir cuánto pueden deducir los empleados a la hora de pagar el impuesto a las ganancias. La denominada "tablita" fija el índice de descuentos para los salarios de la denominada "cuarta categoría", un sistema de retenciones a los sueldos mayores para gravar a la última categoría del impuesto a las ganancias, y en muchos casos termina licuando los aumentos de salarios.
| Sueldo bruto       | $ 8.500    | $ 8.000  |
| Jubilación         | $ 742,50   | $ 742,50 |
| Obra social y PAMI | $ 405      | $ 405    |
| Sueldo neto        | $ 7.353    | $ 6.853  |
| Retención          | $ 1.141,14 | $ 598,77 |
| Sueldo a cobrar    | $ 6.211    | $ 6.254  |

Por su efecto distorsivo, la denominada "tablita" terminó subiendo la presión tributaria y provocando situaciones insólitas, como que algunos trabajadores optaran por no hacer horas extras o pedir menos aumento salarial para no superar determinado monto que los obligaba a pagar más ganancias.
El 18 de diciembre de 2008 se puso fin a la "tablita" debido a una ley sancionada por el Senado de la Nación, en el marco del paquete anticrisis para enfrentar la crisis económica internacional. La eliminación de la "tablita" de Machinea fue apoyado por los 68 senadores que se encontraban presentes ese día en el recinto.